# Delta Herculis
Delta Herculis (δ Her, δ Herculis), conosciuta anche con il nome tradizionale di Sarin, è una stella binaria situata nella costellazione di Ercole. Di magnitudine apparente +3,13, dista 79 anni luce dal sistema solare.

## Osservazione
Grazie alla sua posizione non fortemente boreale, può essere osservata dalla gran parte delle regioni della Terra, sebbene gli osservatori dell'emisfero nord siano più avvantaggiati. Nei pressi del circolo polare artico appare circumpolare, mentre resta sempre invisibile solo in prossimità dell'Antartide. Essendo di magnitudine 3,1 la si può osservare anche dai piccoli centri urbani senza difficoltà, sebbene un cielo non eccessivamente inquinato sia maggiormente indicato per la sua individuazione.
Il periodo migliore per la sua osservazione nel cielo serale ricade nei mesi compresi fra maggio e settembre; da entrambi gli emisferi il periodo di visibilità rimane indicativamente lo stesso, grazie alla posizione della stella non lontana dall'equatore celeste.

## Caratteristiche fisiche
La stella principale del sistema, denominata Delta Herculis Aa, è classificata come subgigante bianca di tipo spettrale A3IV, anche se pare essere una tipica stella bianca di sequenza principale che sta ancora bruciando idrogeno all'interno del suo nucleo. La sua massa è circa il doppio di quella solare, così come il suo raggio.
Partendo dalla magnitudine assoluta della principale, si è classificata la secondaria, Delta Herculis Ab, di classe F0. Questa componente ha una massa 1,6 volte quella del Sole, ed il raggio è superiore del 50%. La distanza tra le due componenti è di 1,45 UA e il periodo orbitale è di 335 giorni.
Altre tre stelle, Delta Herculis B, C e D, distano 12, 72 e 192 secondi d'arco in cielo dalla principale, ma il moto nello spazio di queste stelle non concorda con quello delle altre due e non sembrano quindi far parte del sistema.